# 1984年ロサンゼルスオリンピックのテニス競技
1984年ロサンゼルスオリンピックのテニス競技（1984ねんロサンゼルスオリンピックのテニスきょうぎ）の成績結果。

## 公開競技
- オリンピックにおけるテニスは、1928年アムステルダムオリンピックで公式競技から除外された。非公式の公開競技は、1968年メキシコシティーオリンピック以来4大会ぶりとなる。
- この公開競技では、オリンピック史上初めてプロテニス選手の出場を認めた。ただし、本大会の出場選手には「21歳以下」の年齢制限があった。
- 非公式競技のため、本記事内の「国別メダル受賞数」はオリンピックのテニス競技のメダル受賞数一覧には数えない。

## 試合方式
- 実施競技は、男子シングルス・女子シングルスの2部門のみ。どちらも「32名」の選手による5回戦制で行われた。

## 競技結果

### 男子シングルス
| 順位 | 選手名                 | 国・地域       |
| ---- | ---------------------- | -------------- |
| 1    | ステファン・エドベリ   | スウェーデン   |
| 2    | フランシスコ・マシエル | メキシコ       |
| 3    | ジミー・アリアス       | アメリカ合衆国 |
| 3    | パオロ・カネ           | イタリア       |

#### 大会経過
準決勝
- ステファン・エドベリ vs.  ジミー・アリアス　6-2, 6-1
- フランシスコ・マシエル vs.  パオロ・カネ　6-2, 6-0
  - （準決勝敗退の両選手に、銅メダルを授与）

決勝
- ステファン・エドベリ vs.  フランシスコ・マシエル　6-1, 7-6

### 女子シングルス
| 順位 | 選手名               | 国・地域       |
| ---- | -------------------- | -------------- |
| 1    | シュテフィ・グラフ   | 西ドイツ       |
| 2    | サブリナ・ゴレシュ   | ユーゴスラビア |
| 3    | ラファエラ・レジ     | イタリア       |
| 3    | カトリーヌ・タンビエ | フランス       |

#### 大会経過
準決勝
- サブリナ・ゴレシュ vs.  カトリーヌ・タンビエ　6-2, 6-2
- シュテフィ・グラフ vs.  ラファエラ・レジ　7-6, 6-4
  - （準決勝敗退の両選手に、銅メダルを授与）

決勝
- シュテフィ・グラフ vs.  サブリナ・ゴレシュ　1-6, 6-3, 6-4